# L'Isle-en-Dodon
L'Isle-en-Dodon (okcitansko L'Illa de Haut) je naselje in občina v južnem francoskem departmaju Haute-Garonne regije Jug-Pireneji. Leta 2008 je naselje imelo 2.084 prebivalcev.

## Geografija
Naselje leži v pokrajini Comminges ob reki Save, 40 km severno od Saint-Gaudensa.

## Uprava
L'Isle-en-Dodon je sedež istoimenskega kantona, v katerega so poleg njegove vključene še občine Agassac, Ambax, Anan, Boissède, Castelgaillard, Cazac, Coueilles, Fabas, Frontignan-Savès, Goudex, Labastide-Paumès, Lilhac, Martisserre, Mauvezin, Mirambeau, Molas, Montbernard, Montesquieu-Guittaut, Puymaurin, Riolas, Saint-Frajou, Saint-Laurent in Salherm s 4.529 prebivalci.
Kanton Isle-en-Dodon je sestavni del okrožja Saint-Gaudens.

## Zanimivosti
- taborska cerkev sv. Hadrijana iz leta 1307, s štirinadstropnim zvonikom, visokim 33 metrov, zgrajenim v 14. in 15. stoletju;